# Lijst van onderscheidingen van Jozef Stalin
Jozef Stalin (1878-1953) bezat de volgende onderscheidingen.
|    | rang                          | orde                                                                                   | land                                                 | datum                         |
| -- | ----------------------------- | -------------------------------------------------------------------------------------- | ---------------------------------------------------- | ----------------------------- |
| 1  |                               | Orde van de Rode Banier                                                                | Russische Socialistische Federatieve Sovjetrepubliek | 27 november 1919              |
| 2  |                               | Orde van de Rode Ster                                                                  | Volksrepubliek Boechara                              | 18 augustus 1922              |
| 3  |                               | Orde van de Rode Banier                                                                | Sovjet-Unie                                          | 13 februari 1930              |
| 4  |                               | Jubileummedaille voor de 20e verjaardag van het Rode Leger                             | Sovjet-Unie                                          | 1938                          |
| 5  |                               | Held van de Socialistische Arbeid                                                      | Sovjet-Unie                                          | 20 december 1939              |
| 6  |                               | Gouden Medaille van de Hamer en Sikkel                                                 | Sovjet-Unie                                          | 20 december 1939              |
| 7  |                               | Leninorde                                                                              | Sovjet-Unie                                          | 20 december 1939              |
| 8  |                               | Orde van de Republiek                                                                  | Volksrepubliek Toeva                                 | 1943                          |
| 9  |                               | Oorlogskruis                                                                           | Tsjecho-Slowaakse regering in ballingschap           | 1943                          |
| 10 | De Eerste Klasse              | Orde van Soevorov                                                                      | Sovjet-Unie                                          | 6 november 1943               |
| 11 |                               | Medaille voor de Verdediging van Moskou                                                | Sovjet-Unie                                          | 20 juli 1944                  |
| 12 |                               | Orde van de Overwinning                                                                | Sovjet-Unie                                          | 29 juli 1944                  |
| 13 |                               | Orde van de Rode Banier                                                                | Sovjet-Unie                                          | 3 november 1944 - 4 juni 1944 |
| 14 |                               | Medaille voor de Overwinning op Duitsland in de Grote Vaderlandse Oorlog van 1941-1945 | Sovjet-Unie                                          | mei 1945                      |
| 15 |                               | Orde van Suha Bator                                                                    | Volksrepubliek Mongolië                              | 1945                          |
| 16 |                               | Gouden Ster                                                                            | Sovjet-Unie                                          | 26 juni 1945                  |
| 17 |                               | Held van de Sovjet-Unie                                                                | Sovjet-Unie                                          | 26 juni 1945                  |
| 18 |                               | Leninorde                                                                              | Sovjet-Unie                                          | 26 juni 1945                  |
| 19 |                               | Orde van de Overwinning                                                                | Sovjet-Unie                                          | 26 juni 1945                  |
| 20 |                               | Oorlogskruis                                                                           | Tsjecho-Slowakije                                    | 1945                          |
| 21 | De Eerste Klasse met de Keten | Orde van de Witte Leeuw                                                                | Tsjecho-Slowakije                                    | 20 juni 1945                  |
| 22 | De Eerste Klasse              | Militaire Orde van de Witte Leeuw voor de Overwinning                                  | Tsjecho-Slowakije                                    | 1945                          |
| 23 |                               | Medaille voor de overwinning op Japan                                                  | Sovjet-Unie                                          | oktober 1945                  |
| 24 |                               | Medaille voor de Victorie over Japan                                                   | Volksrepubliek Mongolië                              | 1945                          |
| 25 |                               | Medaille ter herinnering aan de 25e Verjaardag van de Mongoolse Volksopstand           | Volksrepubliek Mongolië                              | 1946                          |
| 26 |                               | Medaille ter Herinnering aan de Achthonderdste Verjaardag van Moskou                   | Sovjet-Unie                                          | september 1947                |
| 27 |                               | Medaille Gouden Ster                                                                   | Volksrepubliek Mongolië                              | 17 december 1949              |
| 28 |                               | Held van de Mongoolse Volksrepubliek                                                   | Volksrepubliek Mongolië                              | 17 december 1949              |
| 29 |                               | Orde van Suha Bator                                                                    | Volksrepubliek Mongolië                              | 17 december 1949              |
| 30 |                               | Leninorde                                                                              | Sovjet-Unie                                          | 20 december 1949              |